# Кирикий
Кирикий (рос. Кырыкый) — село Верхньовілюйського улусу, Республіки Саха Росії. Адміністративний центр Кирикийського наслегу.
Населення — 424 особи (2015 рік).